# Swannia marmorea
Swannia marmorea là một loài bướm đêm trong họ Geometridae.